# Town Hall (Birmingham)
La Town Hall è una sala da concerto e per assemblee popolari della città britannica di Birmingham, tutelata come monumento classificato di grado I. Fu aperta nel 1834 ed è situata in Victoria Square.
Primo fra i municipi monumentali che avrebbero caratterizzato le città dell'Inghilterra vittoriana, l'edificio fu anche la prima opera significativa del revival dell'architettura romana, stile scelto nel contesto delle forti associazioni pro-repubblicane della Birmingham negli anni 1830. Le proporzioni si basano su quelle del Tempio dei Dioscuri del Foro Romano.
Fu costruito come sede del Festival Triennale di Musica della città, fondato nel 1784.